# Schweigen

Piktogramm für Ruhebereiche

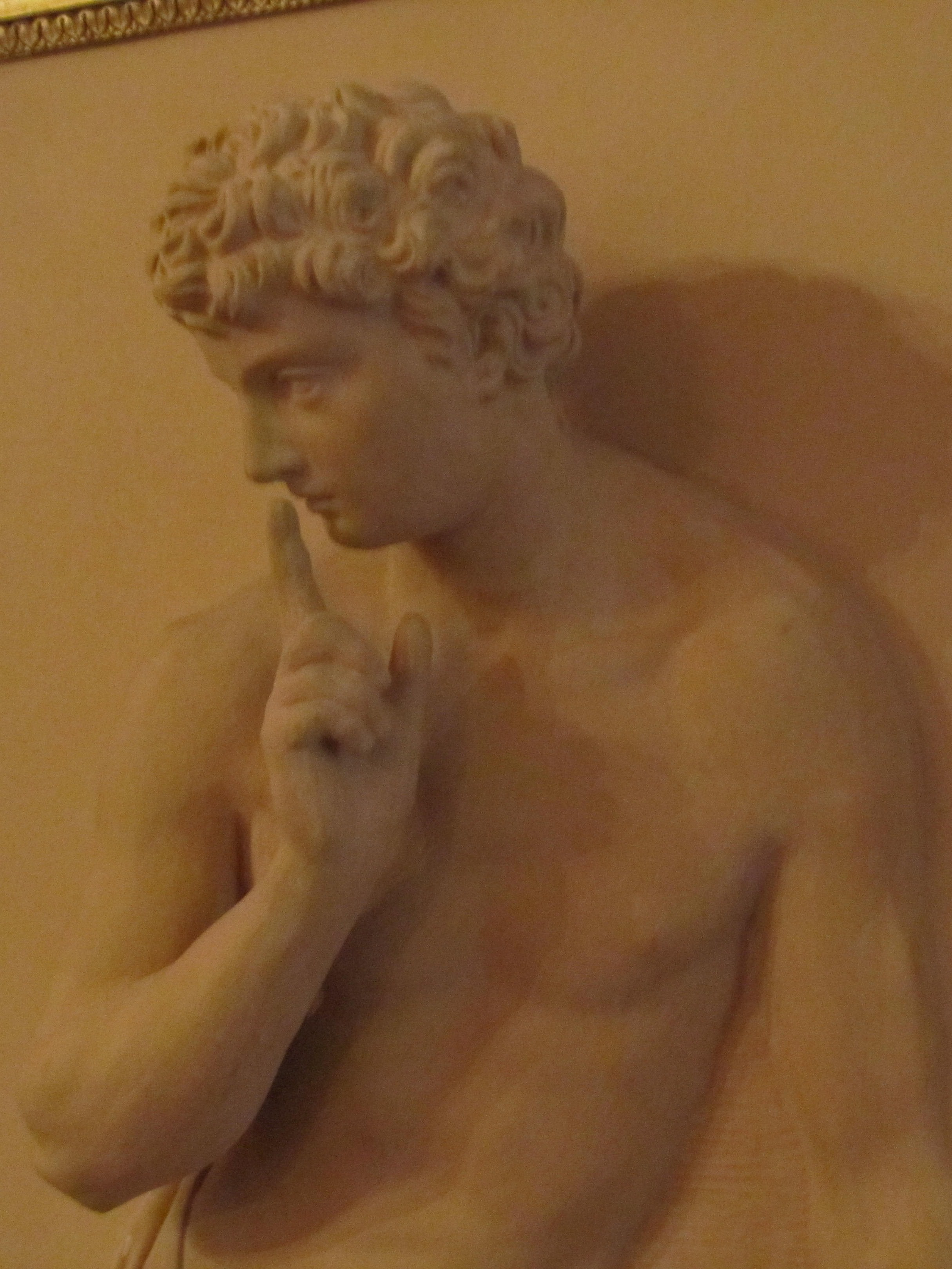
Allegorie des Schweigens von Martin Gottlieb Klauer (um 1800) im Weimarer Stadtschloss

Schweigen ist eine Form der nonverbalen Kommunikation, bei der nicht gesprochen wird und bei der auch keine Laute erzeugt werden. Im Allgemeinen können trotz des Schweigens vom Individuum als ein Sender bestimmte Informationen mitgeteilt und Bedeutungen gezeigt werden. Eine besondere Verbreitung hat das Schweigen in den Religionen und Rechtssystemen sowie in der Spiritualität.

## Abgrenzungen
Schweigen als ein bewusster kommunikativer Akt setzt die Fähigkeit zum Sprechen voraus. Insofern hat das Schweigen einer taubstummen Person eine differenzierte Relevanz, da eine Kommunikation über die Gebärdensprache möglich ist. Abzugrenzen ist weiterhin ein Schweigen aus psychopathologischen Gründen, wegen einer Sprachstörung oder eines Mutismus. Mit dem Phänomen des Schweigens verwandt, aber auch abgrenzbar sind
- Warten
- Funkstille
- Pause
- Verschweigen.

## Formen des Schweigens
Aufmerksamkeit
Schweigen kann angespannte Aufmerksamkeit bedeuten. Oft wird es situationsbedingt gefordert. Zum Beispiel schweigen heutzutage die Mitarbeiter in Büros, um die für das Nachdenken erforderliche Ruhe zu gewährleisten. In Theatern und in Kinos schweigen die Zuschauer meist, um sich auf die Handlung zu konzentrieren und die anderen Besucher nicht zu stören.
Schweigen als Denkpause des Sprechers gewährt diesem und dem Publikum Zeit zum Nachdenken. Als Mittel der Rhetorik kann es als bewusste Pause eingesetzt werden. Es gibt Redner und Publikum Zeit zum Nachdenken und hat zugleich Signalwirkung als Aufforderung zum tieferen Überdenken. Schweigen kann außerdem die Spannung bei den Zuhörern steigern.
Aussage-, Auskunfts-, Zeugnisverweigerung
Angeklagte haben vor Gericht ein Aussageverweigerungsrecht. Damit soll verhindert werden, dass Angeklagte gegen ihren Willen zu belastenden Aussagen gezwungen werden können. Das korrespondierende Recht für Zeugen ist das Auskunftsverweigerungsrecht. Sie können die Beantwortung einer Frage ablehnen, wenn sie sich bei wahrheitsgemäßer Beantwortung der Strafverfolgung aussetzen würden. Noch weiter geht das Zeugnisverweigerungsrecht für nahe Angehörige eines Angeklagten und bestimmte Berufsträger. Sie können nicht nur einzelne Fragen unbeantwortet lassen, sondern sich der Vernehmung insgesamt, also jedweder Fragen, verweigern.
Verschwiegenheitspflicht
Angehörige bestimmter Berufsgruppen unterliegen einer Schweigepflicht. Sie dürfen keine Einzelheiten aus ihrer beruflichen Tätigkeit veröffentlichen, die ihnen als Berufsgeheimnis anvertraut wurden. Dazu gehören die ärztliche Verschwiegenheit sowie das Bankgeheimnis, Beichtgeheimnis und Betriebsgeheimnis.
Dialogverweigerung
Schweigen kann speziell das Verweigern einer Antwort auf eine Frage oder generell eines Dialoges zum Ausdruck bringen. Das gilt insbesondere für ein eisiges Schweigen in Konflikten oder ein langwieriges Schweigen in Partnerschaftskonflikten. Bisweilen wird im Konfliktfall ein einseitiges Schweigen als Strafe eingesetzt.
Auch in der Politik spielt Schweigen eine Rolle. So haben nach dem Irakkrieg die führenden Politiker der USA und der Bundesrepublik Deutschland lange nicht miteinander geredet.
Konsensbildung
Schweigen kann situationsabhängig Zustimmung oder Ablehnung einer Frage signalisieren. Wenn bei einer nicht-formellen Abstimmung auf die Frage „Hat jemand etwas dagegen?“ niemand antwortet, so wird das als Zustimmung gewertet.

Dazu das bekannte Zitat von Papst Bonifatius VIII. (um 1235–1303): „Qui tacet, consentire videtur.“ („Wer schweigt, scheint zuzustimmen.“) Er drückte sich vorsichtig aus; denn es könnte ja sein, dass beispielsweise jemand zum Schweigen gezwungen wird.
Andererseits wird ein Schweigen auf eine Aufforderung zur Zustimmung (etwa „Sind Sie damit einverstanden?“) eher als Ablehnung gewertet. Schweigen auf eine Frage wird also meist gleich oder ähnlich einer ablehnenden Antwort auf die Frage verstanden.
Gedenkanlässe

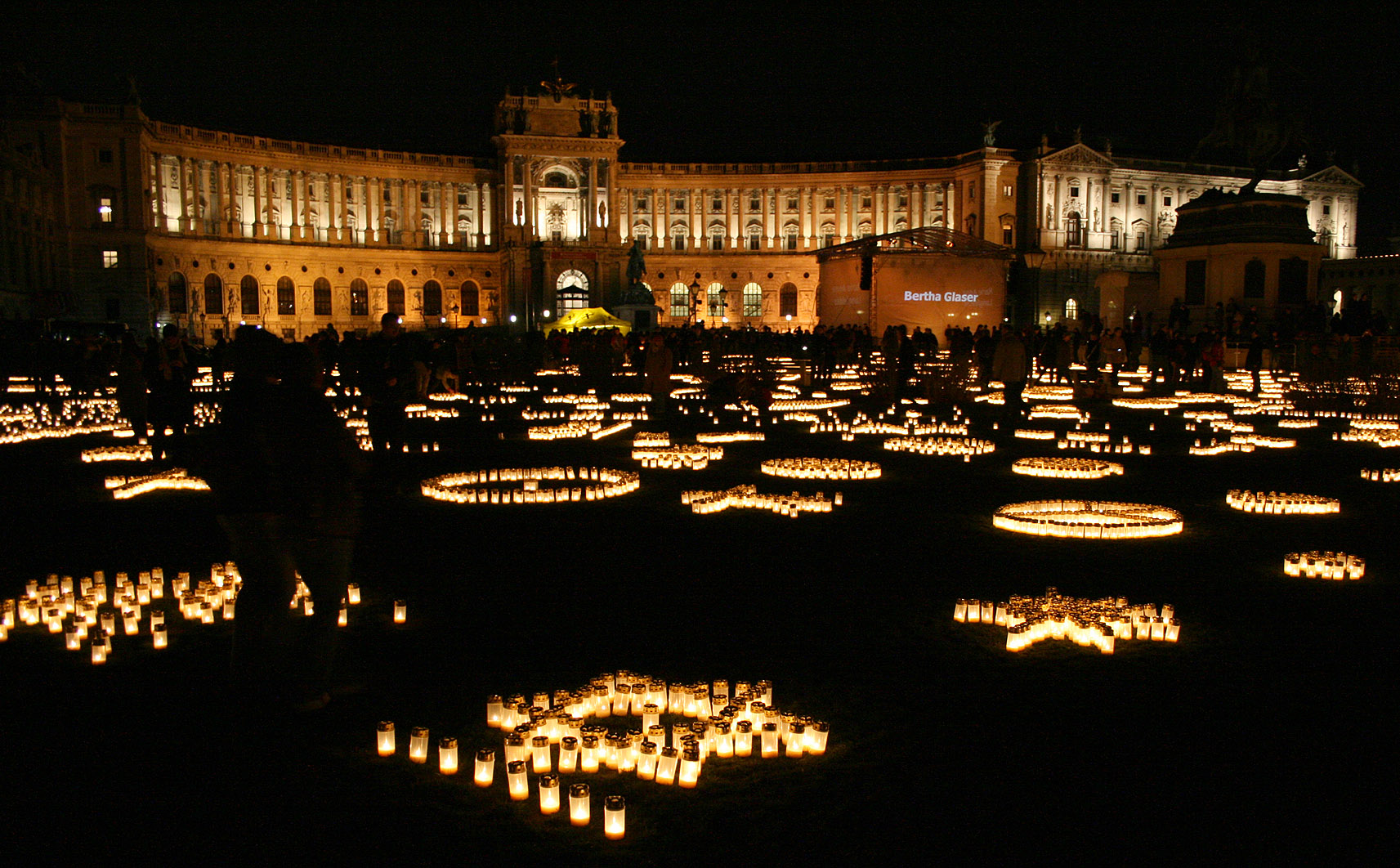
Nacht des Schweigens auf dem Heldenplatz in Wien. In Erinnerung an den "Anschluss Österreichs" an das Deutsche Reich 70 Jahre zuvor wurden 80.000 Kerzen für die rund 80.000 namentlich bekannten österreichischen Opfer der NS-Regimes entzündet und ihre Namen während der ganzen Nacht auf vier Leinwände projiziert.

Das bewusste gemeinsame Schweigen zum Gedenken an bestimmte Ereignisse wird als Schweigeminute bezeichnet. Auch während einer Bestattungszeremonie schweigen die Trauergäste, während der Pfarrer bzw. der Redner spricht oder betet.
Unsicherheit
Plötzlich auftretendes Schweigen kann eine gespannte Stimmung signalisieren. Wenn in einer Gruppe alle schweigen, weil niemand zu reden beginnen möchte, entsteht oft eine peinliche Situation. Diese Situation muss von den Gesprächsteilnehmern gemeistert werden. Das kann zum Beispiel geschehen, indem bereits vorher festgelegt wird, wer gegebenenfalls die ersten Fragen stellt. Oft entsteht Schweigen, wenn gefragt wird: "Hat jemand eine Frage?" Viele wollen nicht als erste reden, um nicht aufzufallen. Wenn erst einmal eine Diskussion in Gang gekommen ist, entwickelt sie oft eine Eigendynamik.
Schweigegelübde
Bekannt sind Schweigegelübde aus religiösen Gründen, die zu bestimmten Tageszeiten oder über längere Zeit gelten.
Isolationsangst
Der englische Sozialphilosoph Thomas Hobbes schrieb in seinem 1650 veröffentlichten Buch »The Elements of Law«, Schweigen könne man als Zeichen von Zustimmung auslegen, denn es sei ja so leicht, nein zu sagen, wenn man nicht zustimme. Hobbes irrt sich darin, dass es leicht sei, nein zu sagen. Manche Menschen leiden, wenn sie meinen, dass sich andere auf Grund einer Meinungsäußerung von ihnen abkehren. Die Furcht vor Isolation erscheint als die treibende Kraft, die den Prozess der Schweigespirale in Gang setzt. Schweigen ist für Menschen mit schwachem Selbstbewusstsein und geringem Interesse an Politik, d. h. für Mitläufer, eine Möglichkeit, gut gelitten zu bleiben und nicht durch eine Meinungsäußerung isoliert zu werden. Schweigen wirkt für Mitläufer verlockend, weil man es auch als Zustimmung auslegen kann.
Schweigegebot
Eine Person kann durch ein Gerichtsurteil zum Schweigen verurteilt werden. Noch heute ist es zum Beispiel in der römisch-katholischen Kirche üblich, einen Priester zu einem zeitlich befristeten Bußschweigen zu verurteilen.
Strafen
Im Altertum und Mittelalter gab es eine Bestrafung, einem Boten oder Dienern die Zunge herauszuschneiden, um sie zum Schweigen zu bringen, das Reden zu verhindern. Auch die Todesstrafe wurde angewendet, um Gegner „zum Schweigen zu bringen“. Bei stillschweigender Verachtung bricht eine Person oder Gruppe ihr Gespräch in Gegenwart einer geächteten Person ab und verfällt ins Schweigen.
In der Gegenwart garantieren die Menschenrechte u. a. auch die Presse- und Meinungsfreiheit sowie die Freiheit von Kunst, Wissenschaft, Forschung und Lehre, um Zensur zu verhindern.
scheinbares Schweigen
Durch postkoloniale Studien hat Spivak nachgewiesen, dass Schweigen eine durch Machtverhältnisse erzeugte Illusion sein kann. Machtunterlegene scheinen zu schweigen, tatsächlich ist es umgekehrt so, dass Menschen in einer Machtposition, zum Beispiel aufgrund der kolonialen Herrschaftsgeschichte, die zu Rassismus führt, nicht hören, was die Diskriminierten sagen. Spivak nennt dieses Phänomen hegemoniales Hören.

## Schweigen in der Kunst
Belletristik
In der Literatur ist das Schweigen als Thema nicht selten, auch als Titel (so Storms Novelle Schweigen oder Das Schweigen im Walde (Roman) von Ludwig Ganghofer, Das Schweigen der Sirenen von Franz Kafka, Das Schweigen der Lämmer von Thomas Harris, Das Schweigen des Meeres von Vercors, Doktor Murkes gesammeltes Schweigen von Heinrich Böll oder Schweigen (Roman) von Shusaku Endo). 
Bildende Kunst

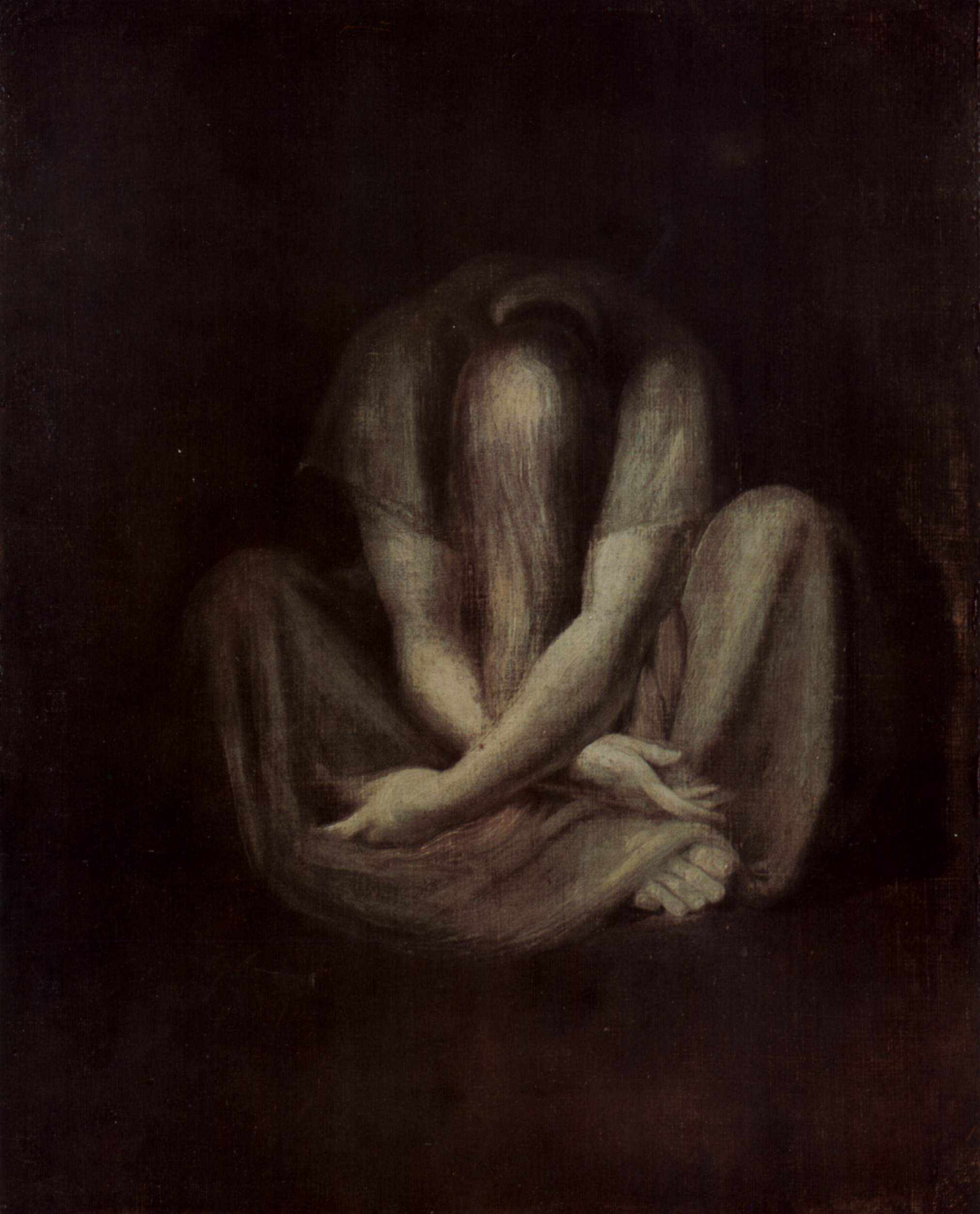
Das Schweigen
Johann Heinrich Füssli
Ölgemälde, 1799–1801

Zahlreiche Facetten des Schweigens von abweisendem Stolz bis zur Furcht einflößenden Stille sind in den Bildenden Künsten thematisiert worden.
Darstellende Kunst
Schweigen ist ein wichtiges Element in der Pantomime: Ein Schauspieler verzichtet bewusst auf das Sprechen und drückt sich lediglich in Gesten und mit Mimik aus.
Im Stummfilm konnte infolge technischer Möglichkeiten kein gesprochenes Wort verwendet werden. Bei den meisten dieser Filme wurden allerdings als gesprochen zu denkende Texte auf Zwischentafeln eingeblendet, so dass es sich nicht um wirkliches Schweigen handelt. Im Vergleich zum Tonfilm lag der Ausdruck der Schauspieler betonter in der Gestik und Mimik.
Musik
In der Kammeroper Weiße Rose (1986) von Udo Zimmermann schweigen die Instrumente manchmal ganz, so dass der Musik ihre eigene Sprache fehlt und selbst der Gesang stammelnd resignieren muss.

## Schweigen in Rechtsangelegenheiten
Schweigen im Rechtsverkehr bedeutet in Deutschland weder „Ja“ noch „Nein“, weder Zustimmung noch Ablehnung zu einem Rechtsgeschäft, sondern gar nichts. Es ist der Gegensatz zu einer Willenserklärung. Das deutsche Recht (BGB, Handelsgesetzbuch und Strafprozessordnung) geht insgesamt vom Grundsatz aus, dass schlichtes Schweigen keinen Erklärungswert besitzt und deshalb ohne rechtliche Bedeutung ist (so genanntes „rechtliches Nullum“). Durch Schweigen wird weder ein Wille artikuliert noch eine Erklärung abgegeben. Beim Schweigen ist deshalb dem anderen Teil weder bekannt, ob überhaupt ein rechtsverbindlicher Wille vorliegt, noch erfolgt keinerlei Erklärung wie etwa bei sonstigen stillschweigenden Handlungen. Der alte Rechtsgrundsatz „Wer schweigt, wo er (wider)sprechen sollte und konnte, dem wird Zustimmung unterstellt“ („qui tacet consentire videtur, ubi loqui debuit atque potuit“; Papst Bonifatius VIII.) gilt im deutschen Recht nur ausnahmsweise in einigen Fällen des „normierten Schweigens“, „beredten Schweigens“ und bei Handelsgeschäften unter Kaufleuten.

## Verschweigen
Verschweigen der Identität
Manche Künstler und Schriftsteller legen sich Pseudonyme als Künstlernamen zu. Geheimdienste bzw. Nachrichtendienste legen eine Legende an, d. h. eine ganz oder in Teilen erfundene oder geänderte Biographie, um Absichten und Identitäten zu verbergen.
Verschleierung
Unter Verschleierung versteht man hingegen das Unkenntlichmachen eines Gegenstandes oder in der Informatik auch einer Information, so dass der eigentliche Inhalt nicht auf den ersten Blick erkennbar ist.
Verschlüsselung
Bei einer Verschlüsselung wird ein Text in einen Geheimtext umgewandelt, den der Empfänger mit Hilfe eines Schlüssels wieder entschlüsseln kann.
Totschweigen
Ist ein Ereignis oder eine Botschaft gesellschaftlich nicht erwünscht, fällt sie dem Totschweigen anheim. Das Ereignis hat dann scheinbar nicht stattgefunden, der Schein sichert das Sein.

## Zitate
- Der Rest ist Schweigen sagt Hamlet im 5. Akt/2. Szene des Dramas von William Shakespeare.
- Reden ist Silber, Schweigen ist Gold hat als Sprichwort seine Quellen im Alten Testament: Psalm 12,7 und Sprüche 10,20.[4]
- Mitten im Gelärm das innere Schweigen bewahren. Offen, still, feuchter Humus im Dunkel bleiben, wo Regen fällt und Saat wächst - stapfen auch noch so viele im trockenen Tageslicht über die Erde in wirbelndem Staub. (Dag Hammarskjöld: Zeichen am Weg. Droemer, München [u. a.] 1965, S. 79)